# CD29
整联蛋白β-1（英語：Integrin beta-1），也被称为 CD29 是一个由人类基因 ITGB1 编码的蛋白质。CD29是整合素极晚期抗原受体的一个亚基。它与α-3亚基形成整合素α3β1，作为神经生长因子1和络丝蛋白的受体。在心肌和骨骼肌种，整联蛋白β-1会选择性表达为β-1D蛋白质异形体。

## 相互作用
CD29已经显示出与下列蛋白質交互作用：
- ACTN1;[6][7]
- CD46,[8]
- CD9,[9][10]
- FHL2,[11]
- Filamin,[12][13]
- FLNB,[12]
- CD81,[10][14]
- GNB2L1,[15][16]
- ITGB1BP1,[17][18]
- LGALS8,[19]
- MAP4K4,[20]
- NME1,[21]
- PKC alpha,[15][22]
- TLN1,[23][24]
- TSPAN4,[25]
- YWHAB[26]